# Partido de la Sierra en Tobalina
Partido de la Sierra en Tobalina ist eine Gemeinde (municipio) mit 81 Einwohnern (Stand: 2024) im Norden der spanischen Provinz Burgos in der Autonomen Gemeinschaft Kastilien-León. Zur Gemeinde  gehören neben dem Hauptort Valderrama die Ortschaften Cubilla de la Sierra und Ranera.

## Lage und Klima
Durch die Gemeinde Partido de la Sierra en Tobalinaliegt in einer durchschnittlichen Höhe von ca. 620 m. Die Entfernung zur südwestlich gelegenen Provinzhauptstadt Burgos beträgt ca. 85 Kilometer. Die höchste Erhebung im Gemeindegebiet ist der Umion mit 1437 m. Das Klima im Winter ist rau, im Sommer dagegen gemäßigt und warm.

## Bevölkerungsentwicklung
| Jahr      | 1970 | 1981 | 1991 | 2001 | 2011 | 2021 |
| Einwohner | 227  | 115  | 77   | 76   | 90   | 84   |

## Wirtschaft
Die Böden und das Klima in der Umgebung eignen sich gut für den Anbau von Weizen, Kartoffeln, Gemüse und Obstbäumen.

## Sehenswürdigkeiten
- Dreifaltigkeitskirche in Valderrama (Iglesia de la Santísima Trinidad)
- Kirche von Ranera

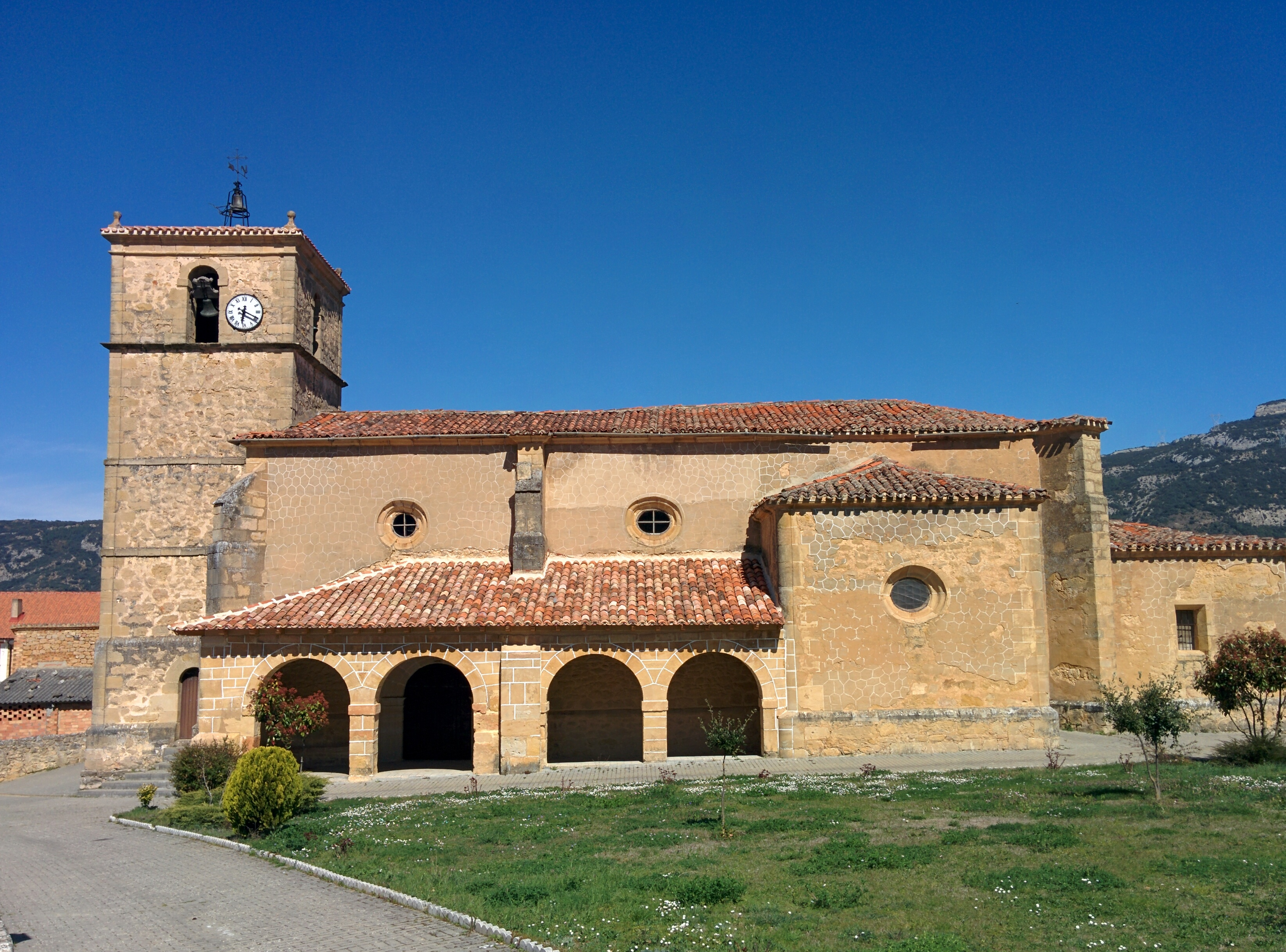
Dreifaltigkeitskirche